# Hypericum atomarium
Hypericum atomarium är en johannesörtsväxtart som beskrevs av Beiss.. Hypericum atomarium ingår i släktet johannesörter, och familjen johannesörtsväxter. Inga underarter finns listade i Catalogue of Life.